# Chinedu Obasi
Chinedu Ogbuke Obasi, conosciuto anche come Edu (Enugu, 1º giugno 1986), è un ex calciatore nigeriano, di ruolo attaccante.

## Carriera

### Club
Si trasferisce nel 2005 ai norvegesi del Lyn insieme al suo connazionale John Obi Mikel. Nella massima divisione norvegese mette a segno 14 gol in 29 partite, che attirano l'attenzione dei russi del Lokomotiv Mosca. Il suo trasferimento in Russia sembra cosa fatta, poi presidente, allenatore e DS del Lokomotiv vengono licenziati e la trattativa sfuma.
Il 27 agosto 2007 viene acquistato dai tedeschi dell'Hoffenheim, contribuendo con i suoi 11 gol a centrare una storica promozione in Bundesliga. Nel massimo campionato tedesco realizza 6 gol nel corso della stagione 2008-2009 e 7 gol nel corso dell'edizione 2009-2010.
Il 24 dicembre 2011 passa allo Schalke 04 in prestito con diritto di riscatto, come scritto in una nota apparsa sul sito ufficiale dell'Hoffenheim. Inizialmente colleziona 10 presenze, partendo spesso titolare nonostante la presenza dei compagni di reparto Raúl, Huntelaar e Farfán. Nel luglio dello stesso anno lo Schalke comunica di aver acquistato il giocatore a titolo definitivo per una somma compresa fra i 4 e i 5 milioni di euro.
Rimasto svincolato dopo la scadenza del contratto con lo Schalke, nell'ottobre 2015 ha fatto un provino con gli inglesi del Sunderland, senza però essere ingaggiato.
Nel luglio 2016 ha iniziato ad allenarsi con l'AIK, dove già militava il connazionale ed ex compagno di Nazionale Dickson Etuhu. Circa tre settimane dopo, ha firmato un breve contratto valido fino al termine della stagione 2016, che si chiude in autunno come di consueto in Svezia. In 10 partite ha realizzato 6 gol.
Scaduto il contratto con l'AIK, è stato libero di firmare un contratto di un anno con opzione per il secondo con i cinesi dello Shenzhen, allenati dallo svedese Sven-Göran Eriksson. Dopo pochi mesi in Asia, ha ottenuto la rescissione contrattuale.
Il 26 luglio è tornato al suo precedente club, l'AIK, fino al termine della stagione 2017. Ha saltato qualche partita per infortunio, ma nelle 9 partite di campionato giocate ha segnato 5 gol.
Il 3 marzo 2018 si è trasferito al Bolton con un breve contratto valido fino all'imminente estate, tuttavia non ha giocato nessuna partita e a fine stagione è rimasto svincolato.
L'11 agosto 2018 è stato ufficializzato il suo nuovo ritorno in Svezia, ingaggiato questa volta dall'Elfsborg, squadra in cerca di punti salvezza e di un giocatore offensivo dopo la cessione di Issam Jebali. Ha chiuso la stagione con 4 reti segnate in 10 partite di campionato.
Nel gennaio 2019 è tornato a parametro zero all'AIK per la sua terza parentesi in nerogiallo, firmando un contratto annuale.
Dopo alcuni mesi da svincolato, nel settembre del 2020 ha firmato con l'Altach, formazione austriaca militante nel massimo campionato nazionale. La sua stagione è terminata di fatto il 17 aprile 2021, quando ha riportato una lesione parziale del tendine di Achille nel corso della trasferta contro l'SV Ried.

### Nazionale
Obasi si è messo in luce ai Campionati del Mondo Under-20 disputati nei Paesi Bassi nel 2005, segnando sia in semifinale che nella finale contro l'Argentina, nella quale prevale l'albiceleste.
Ha fatto parte del gruppo dei convocati per Pechino 2008 in cui la squadra ha raggiunto l'argento perdendo nuovamente contro l'Argentina (con goal della futura stella del calcio mondiale Ángel Di María), e in cui ha segnato 2 goal.
Nel 2010 viene convocato sia per la Coppa d'Africa che per il Mondiale sudafricano.

## Statistiche

### Cronologia presenze e reti in nazionale
| Cronologia completa delle presenze e delle reti in nazionale ― Nigeria | Cronologia completa delle presenze e delle reti in nazionale ― Nigeria | Cronologia completa delle presenze e delle reti in nazionale ― Nigeria | Cronologia completa delle presenze e delle reti in nazionale ― Nigeria | Cronologia completa delle presenze e delle reti in nazionale ― Nigeria | Cronologia completa delle presenze e delle reti in nazionale ― Nigeria | Cronologia completa delle presenze e delle reti in nazionale ― Nigeria | Cronologia completa delle presenze e delle reti in nazionale ― Nigeria |
| Data                                                                   | Città                                                                  | In casa                                                                | Risultato                                                              | Ospiti                                                                 | Competizione                                                           | Reti                                                                   | Note                                                                   |
| ---------------------------------------------------------------------- | ---------------------------------------------------------------------- | ---------------------------------------------------------------------- | ---------------------------------------------------------------------- | ---------------------------------------------------------------------- | ---------------------------------------------------------------------- | ---------------------------------------------------------------------- | ---------------------------------------------------------------------- |
| 17-8-2005                                                              | Tripoli                                                                | Libia                                                                  | 0 – 1                                                                  | Nigeria                                                                | Amichevole                                                             | -                                                                      | 54’                                                                    |
| 2-9-2006                                                               | Abuja                                                                  | Nigeria                                                                | 2 – 0                                                                  | Niger                                                                  | Amichevole                                                             | -                                                                      | 75’                                                                    |
| 8-10-2006                                                              | Maseru                                                                 | Lesotho                                                                | 0 – 1                                                                  | Nigeria                                                                | Qual. Coppa d'Africa 2008                                              | -                                                                      | 71’                                                                    |
| 11-10-2008                                                             | Abuja                                                                  | Nigeria                                                                | 4 – 1                                                                  | Sierra Leone                                                           | Qual. Mondiali 2010                                                    | -                                                                      | 69’                                                                    |
| 6-9-2009                                                               | Abuja                                                                  | Nigeria                                                                | 2 – 2                                                                  | Tunisia                                                                | Qual. Mondiali 2010                                                    | -                                                                      | 67’                                                                    |
| 6-1-2010                                                               | Benguela                                                               | Zambia                                                                 | 0 – 0                                                                  | Nigeria                                                                | Amichevole                                                             | -                                                                      | Uscita                                                                 |
| 12-1-2010                                                              | Benguela                                                               | Egitto                                                                 | 3 – 1                                                                  | Nigeria                                                                | Coppa d'Africa 2010 - 1º turno                                         | 1                                                                      |                                                                        |
| 16-1-2010                                                              | Benguela                                                               | Nigeria                                                                | 1 – 0                                                                  | Benin                                                                  | Coppa d'Africa 2010 - 1º turno                                         | -                                                                      |                                                                        |
| 20-1-2010                                                              | Lubango                                                                | Nigeria                                                                | 3 – 0                                                                  | Mozambico                                                              | Coppa d'Africa 2010 - 1º turno                                         | -                                                                      |                                                                        |
| 25-1-2010                                                              | Lubango                                                                | Nigeria                                                                | 0 – 0 dts (5 – 4 dtr)                                                  | Zambia                                                                 | Coppa d'Africa 2010 - Quarti di finale                                 | -                                                                      | 90+1’                                                                  |
| 28-1-2010                                                              | Luanda                                                                 | Ghana                                                                  | 1 – 0                                                                  | Nigeria                                                                | Coppa d'Africa 2010 - Semifinale                                       | -                                                                      |                                                                        |
| 30-1-2010                                                              | Benguela                                                               | Nigeria                                                                | 1 – 0                                                                  | Algeria                                                                | Coppa d'Africa 2010 - Finale 3º posto                                  | -                                                                      | 81’                                                                    |
| 25-5-2010                                                              | Wattens                                                                | Nigeria                                                                | 0 – 0                                                                  | Arabia Saudita                                                         | Amichevole                                                             | -                                                                      | 74’                                                                    |
| 6-6-2010                                                               | Johannesburg                                                           | Nigeria                                                                | 3 – 1                                                                  | Corea del Nord                                                         | Amichevole                                                             | -                                                                      |                                                                        |
| 12-6-2010                                                              | Johannesburg                                                           | Argentina                                                              | 1 – 0                                                                  | Nigeria                                                                | Mondiali 2010 - 1º turno                                               | -                                                                      | 60’                                                                    |
| 17-6-2010                                                              | Bloemfontein                                                           | Grecia                                                                 | 2 – 1                                                                  | Nigeria                                                                | Mondiali 2010 - 1º turno                                               | -                                                                      | 46’ 89’                                                                |
| 22-6-2010                                                              | Durban                                                                 | Nigeria                                                                | 2 – 2                                                                  | Corea del Sud                                                          | Mondiali 2010 - 1º turno                                               | -                                                                      | 37’                                                                    |
| 4-9-2011                                                               | Antananarivo                                                           | Madagascar                                                             | 0 – 2                                                                  | Nigeria                                                                | Qual. Coppa d'Africa 2012                                              | -                                                                      | 72’                                                                    |
| 6-9-2011                                                               | Dacca                                                                  | Argentina                                                              | 3 – 1                                                                  | Nigeria                                                                | Amichevole                                                             | 1                                                                      | 46’                                                                    |
| 8-10-2011                                                              | Abuja                                                                  | Nigeria                                                                | 2 – 2                                                                  | Guinea                                                                 | Qual. Coppa d'Africa 2012                                              | -                                                                      |                                                                        |
| 11-10-2011                                                             | Watford                                                                | Ghana                                                                  | 0 – 0                                                                  | Nigeria                                                                | Amichevole                                                             | -                                                                      | 80’                                                                    |
| 12-11-2011                                                             | Abuja                                                                  | Nigeria                                                                | 0 – 0                                                                  | Botswana                                                               | Amichevole                                                             | -                                                                      | 46’                                                                    |
| Totale                                                                 |                                                                        | Presenze                                                               | 22                                                                     |                                                                        | Reti                                                                   | 2                                                                      |                                                                        |

## Palmarès

### Nazionale
- Argento olimpico: 1

Pechino 2008